# از زبان داریوش
از زبان داریوش (به آلمانی: Es kündet Dareios der König) عنوان کتابی است از هایدماری کخ ایران‌شناس اهل آلمان که در خصوص ایران باستان است. این کتاب توسط پرویز رجبی به فارسی ترجمه شده‌است.

## بخش‌های کتاب
1. نگاه تاریخی
2. منابع
3. لوح‌های ایلامی تخت‌جمشید چه می‌گویند؟
4. تأسیسات و بناهای با عظمت
5. از زندگی روزمره
6. زنان در شاهنشاهی ایران
7. ارتش
8. کشاورزی
9. دین
10. نگاه نهایی